# Leopardmård
Leopardmård (Nandinia binotata) är ett rovdjur som lever i afrikanska skogar nära ekvatorn.

## Kännetecken
Djurets päls är huvudsakligen mörkbrun med svarta fläckar och strimmor fördelade på kroppen. Mönstringen utgör ett bra kamouflage då den inte skiljer sig mycket från trädens bark. Leopardmård når en kroppslängd mellan 44 och 58 centimeter och en svanslängd av 46 till 62 centimeter. Vikten ligger mellan 1,7 och 2,1 kilogram. Vid alla fötter förekommer klor som kan dras in. De första fingrarna vid framtassarna är något motsättliga liksom tummar.
Liksom hos andra kattliknande rovdjur är det två ben i skallen som omsluter mellanörat och innerörat men det saknas en skiljande vägg (septum) i mitten.
Den långa svansen är ingen gripsvans men den pressas ibland mot föremål för att stå stadigare när händerna används för att hålla födan. Annars används svansen för att hålla balansen.
Talgkörtlarna i artens hårsäckar producerar en vätska som inte förekommer hos viverrider. Dessutom mynnar flera körtlar i en säckliknande organ som ligger mellan tredje och fjärde fingret av framtassarna. Med körtelvätskan markeras reviret när djuret skrapar på träd. Andra körtlar är anslutna till en grop som ligger på buken av båda kön framför könsdelarna. Körtlarnas starkt luktande bruna sekret fördelas på olika grenar. Det finns ytterligare en annan sorts körtelvätska som bara produceras av diande honor, troligen ligger körtlarna i huden kring spenarna. Med det orangegula sekretet markeras ungarna.

## Utbredning och habitat
Arten lever främst i träd i Afrikas tropiska regnskogar. Utbredningsområdet sträcker sig från Gambia och Senegal i väst till Sydsudan och Kenya i öst samt söderut till Angola och Zimbabwe. Leopardmården vistas i låglandet och i bergstrakter upp till 2500 meter över havet. Den hittas även på öarna Bioko och Zanzibar. Bredvid regnskogar uppsöker arten galleriskogar, trädansamlingar i savanner och jordbruksmark nära skogar.

## Levnadssätt
Dessa djur är aktiva på natten och lever ensamma utanför parningstiden. Leopardmård hittar sin föda i träd och ibland även på marken.
Arten är en allätare som huvudsakligen äter frukter, dessutom jagar den gnagare, insekter och andra byten och äter även as. När den äter hanterar den födan med sina främre extremiteter. Mera sällan faller flyghundar eller mindre primater offer för leopardmården. Rovdjuret håller sina byten fast med framtassarna och dödar de med flera snabb utföra hugg med tänderna. I flera fall är frukterna eller trädens vätskor redan jästa när de äts av leopardmården och därför fick arten det engelska smeknamnet toddy cat (palmvinkatt).
Honan kan para sig en eller två gånger per år, första gången i maj och andra gången i oktober. Efter dräktigheten som varar i ungefär 64 dagar föder honan upp till fyra ungdjur. Ungarna föds alltså i början av den torra perioden kort efter regntiden. De lever sina första dagar i ett gömställe, till exempel ett ihåligt träd. Efter cirka ett år är ungarna lika stora som de vuxna djuren och könsmogna.

## Leopardmård och människor
Populationen är troligtvis stor. Djuret är inte rädd för människans boplatser och fångar ibland tamhöns.
Regionalt hotas leopardmården av skogsavverkningar. Den jagas eller fångas med fällor för köttets (bushmeat) och pälsens skull. Några individer dödas för att använda deras kroppsdelar med påstådda läkande egenskaper i den traditionella medicinen.

## Systematik
Tidigare räknades arten till familjen viverrider (Viverridae) då det antogs att leopardmård är en släkting till palmmårdar. Efter genetiska undersökningar blev det klart att dessa djur inte är släkt med varandra och därför listas leopardmården idag i en egen familj, Nandiniidae. Några forskare antar till och med att leopardmården utgör systergruppen till alla övriga arter i överfamiljen kattliknande rovdjur (Feloidea).